# Рогинська волость
Рогинська волость — адміністративно-територіальна одиниця Роменського повіту Полтавської губернії з центром у селі Рогинці.
Утворена наприкінці XIX століття виокремленням із Хмелівської волості.
Старшинами волості були:
- 1900 року — козак Савва Кузьмич Дяченко[1];
- 1904—1907 роках — козак Яків Миколайович Яхно[2],[3],[4];
- 1913 роках — Степан Іванович Любчак[5];
- 1915—1916 роках — Артем Каленикович Сіомик[6],[7].